# Отдел „Промишлен“ при ЦК на БКП
Отделът „Промишлен“ при ЦК на БКП е създаден с решение на Политбюро от 6 ноември 1950 г. като отдел „Промишлено-транспортен“. От 11 март 1954 г. се разделя на два отдела: „Промишлен“ и „Строителство, транспорт и съобщения“.
Отделът е помощен и изпълнителен орган на ЦК и се ръководи от завеждащ отдел. Наблюдава се от член на Политбюро или секретар на ЦК на БКП. Съществува самостоятелно до началото на 1984 г. При извършената тогава реорганизация на апарата на ЦК на БКП отделът е закрит, а функциите и задачите му са прехвърлени на новосъздадения отдел „Икономическа и научно-техническа политика“.

## Завеждащи отдела
- Младен Стоянов (1956-)
- Стоян Караджов (1961 – 1963)
- Тончо Чакъров (1971 – 1973)
- Огнян Дойнов (1974 – ?)
- Тончо Чакъров (1976 – ?)
- Стоян Марков (1979 – 1984)[5]